# Billy, Allier
Billy là một xã ở tỉnh Allier thuộc miền trung nước Pháp.